# 蘇亞雷斯冰原島峰
82°12′S 41°47′W / 82.200°S 41.783°W
蘇亞雷斯冰原島峰（英語：Suarez Nunatak）是南極洲的冰原島峰，位於伊利沙伯女皇地，處於費拉拉山西北面9公里，海拔高度830米，屬於阿根廷山脈中潘扎里尼山的一部分，美國地質調查局根據測量和該國海軍的空中照片繪入地圖，現時由南極條約體系管理。